# 金水河 (且末)
金水河，位于中华人民共和国新疆维吾尔自治区巴音郭楞蒙古自治州且末县南部的一条河流，发源于昆仑山北坡羌塘高原的方廓湖，干流呈半月形从东南向西北在转向东北，出山口后进入高原盆地隔壁区渗入地下，在盆地东北边缘又以泉水的形式溢出，汇入车尔臣河上游乌鲁克苏河。河流全长184千米，流域面积7377平方千米。